# Droga Trolli

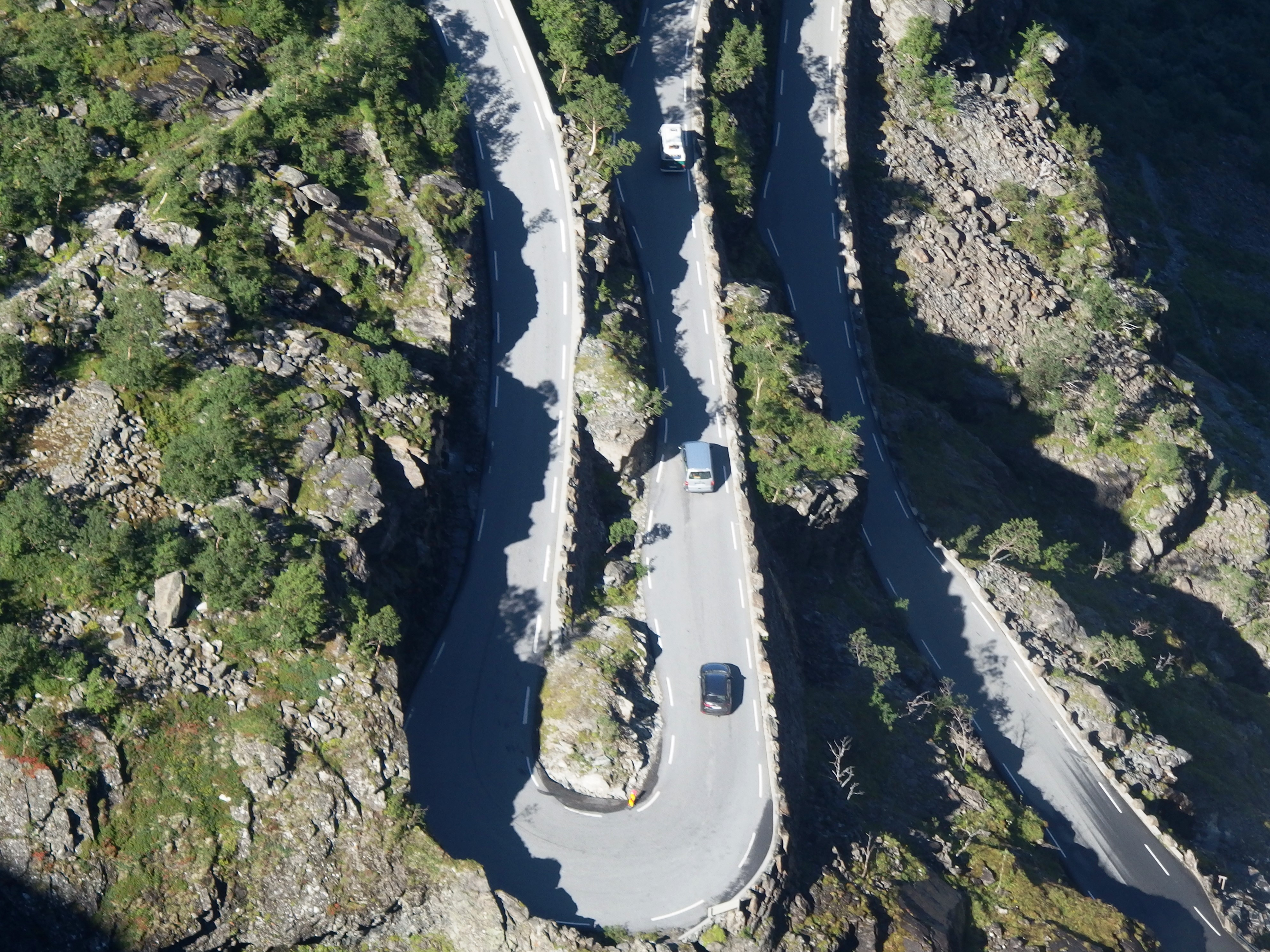
Trollstigen – jeden z zakrętów

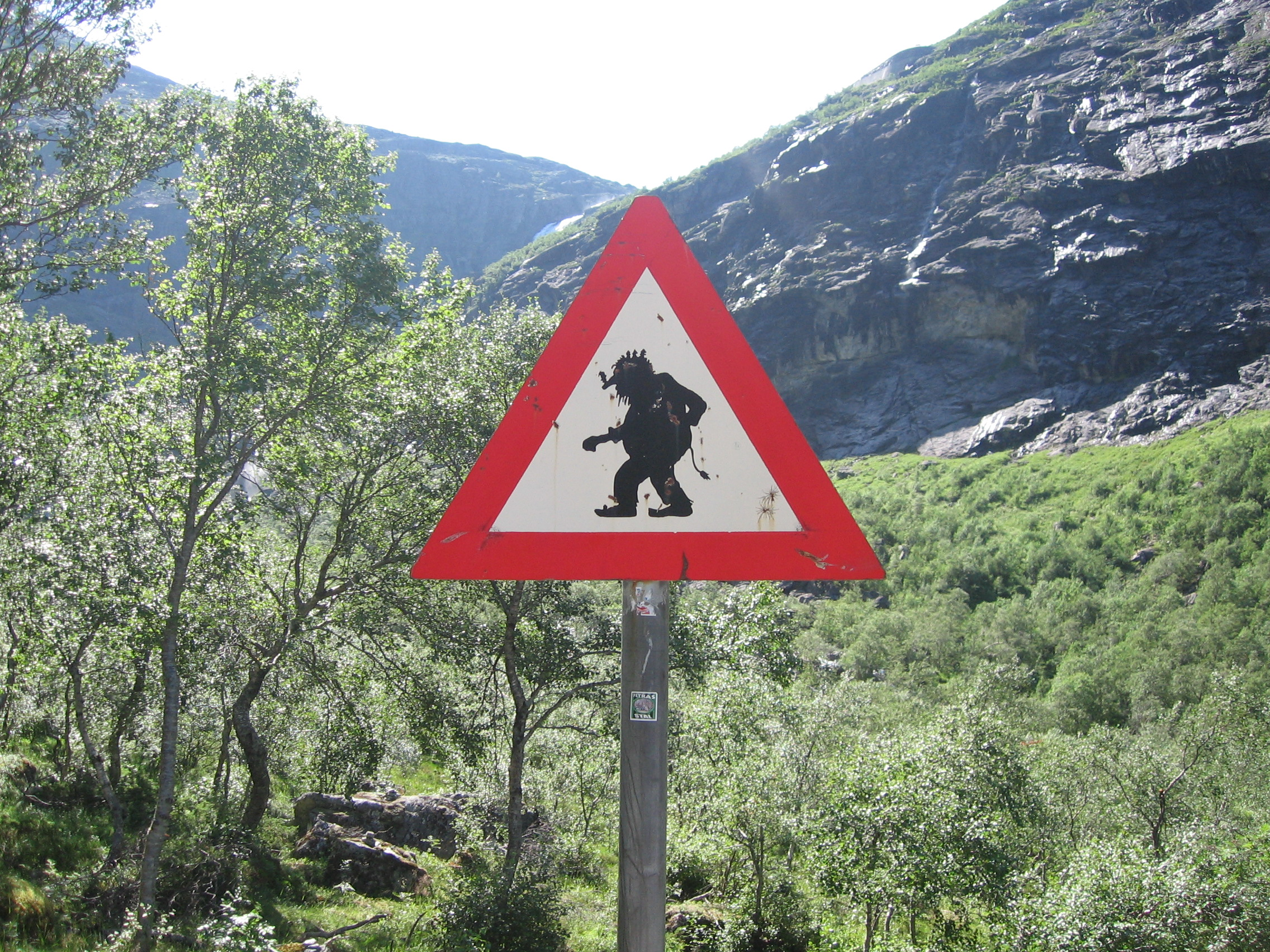
Znak „Uwaga Trolle”

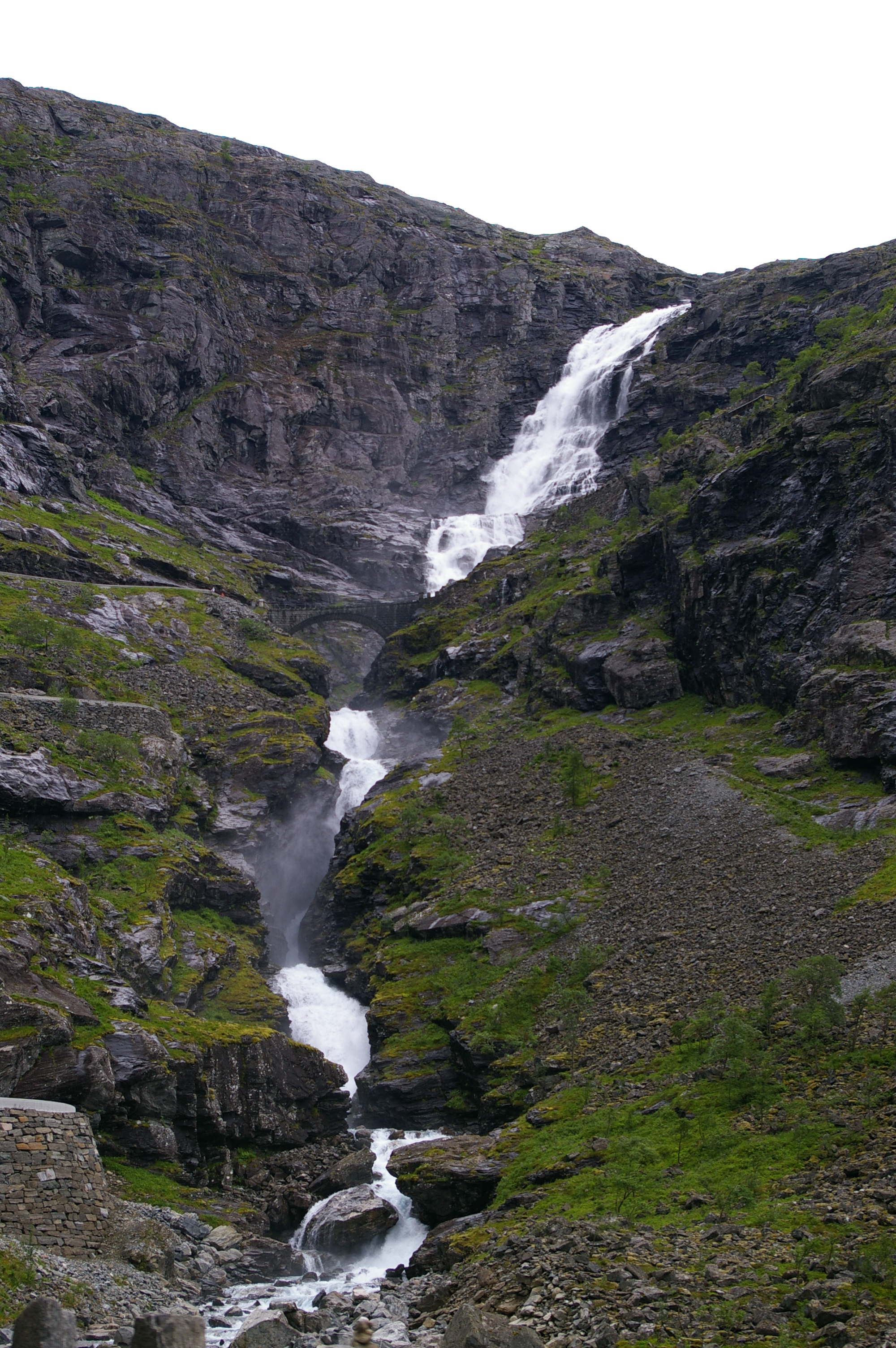
Wodospad Stigfossen

Droga Trolli (norw. Trollstigveien i Trollstigen (dosł. „Ścieżka Trolli”) ) – droga położona na południe od Åndalsnes, na terenie gminy Rauma w okręgu Møre og Romsdal w Norwegii, słynąca z serii stromych, wąskich serpentyn.

## Położenie
Część drogi powiatowej nr 63 (norw. Fylkesvei 63) na terenie gminy Rauma w okręgu Møre og Romsdal , między mostem Sogge, pięć kilometrów na południowy wschód od Åndalsnes, a Sylte w dolinie Valldalen . Odcinek od mostu Sogge, przez Isterdalen do Romsdalen . 

## Opis
Nazwa drogi pochodzi od nazwy krętego podejścia z Isterdalen do Stigfjellet i najwyżej położonego punktu trasy – Alnesreset (868 m n.p.m.) . Odcinek ten wiedzie obok wodospadu Stigfossen (o spadku ok. 320 m) .
Średnie nachylenie drogi wynosi 9%. Trasa składa się z 11 wąskich serpentyn, dlatego nie mogą się po niej poruszać pojazdy dłuższe niż 13,3 m. 
Całkowita długość Trollstigveien od mostu Sogge do Sylte wynosi 55 km . Wchodzi w skład jednej z Narodowych Dróg Turystycznych (Geiranger–Trollstigen) . Znajduje się przy niej znak drogowy „Uwaga Trolle”. 
Na przełęczy nad drogą wybudowano w 2012 roku taras widokowy z wieloma punktami widokowymi. 

## Historia
Trasa została otwarta 31 lipca 1936 roku przez króla Haakona VII (1872–1957) , który nadał jej nazwę Trollstigveien. 
W 2012 roku przeprowadzono remont drogi . 
W 2021 roku operator telefonii komórkowej Telia wybudował nad Trollstigveien pierwszą na świecie ekologiczną stację bazową 5G zasilaną słońcem, wiatrem i wodorem. 